# Hanno ucciso un altro bandito
Hanno ucciso un altro bandito è un film del 1976 diretto da Guglielmo Garroni da che firmò la regia con lo pseudonimo William Garroni.

## Produzione
Il film è stato prevalentemente girato a Santa Teresa di Gallura. Prodotto dalla società americana Cinerex.

## Distribuzione
Il lungometraggio fu distribuito nel 1976. Trasmesso in televisione il 23 luglio 1982 su VideoFirenze.
Fino al 2013 si riteneva il lungometraggio scomparso ma il ritrovamento di una copia ha consentito nel 2019 il suo restauro in Olanda.
Nel 2023 il film restaurato è stato proiettato nel comune di Santa Teresa di Gallura.